# Стаббс (Вісконсин)
Стаббс ( Stubbs) — місто (англ. town) в США, в окрузі Раск штату Вісконсин. Населення — 523 особи (2020).

## Демографія
Згідно з переписом 2010 року, у місті мешкало 579 осіб у 236 домогосподарствах у складі 172 родин. Було 324 помешкання
Расовий склад населення:
| - 97,6 % — білих - 1,0 % — корінних американців - 0,2 % — чорних або афроамериканців |

До двох чи більше рас належало 1,2 %. Частка іспаномовних становила 0,5 % від усіх жителів.
За віковим діапазоном населення розподілялося таким чином: 20,2 % — особи молодші 18 років, 60,1 % — особи у віці 18—64 років, 19,7 % — особи у віці 65 років та старші. Медіана віку мешканця становила 46,4 року. На 100 осіб жіночої статі у місті припадало 106,0 чоловіків;  на 100 жінок у віці від 18 років та старших — 105,3 чоловіків також старших 18 років.
Середній дохід на одне домашнє господарство  становив 58 283 долари США (медіана — 54 500), а середній дохід на одну сім'ю — 72 240 доларів (медіана — 62 500). Медіана доходів становила 37 708 доларів для чоловіків та 26 979 доларів для жінок. За межею бідності перебувало 5,1 % осіб, у тому числі 8,2 % дітей у віці до 18 років та 1,7 % осіб у віці 65 років та старших.
Цивільне працевлаштоване населення становило 242 особи. Основні галузі зайнятості: виробництво — 31,0 %, освіта, охорона здоров'я та соціальна допомога — 13,2 %, роздрібна торгівля — 9,9 %, сільське господарство, лісництво, риболовля — 9,9 %.